# Capaciteitsmechanisme
Een capaciteitsmechanisme is een maatregel die waarborgt dat op ieder moment de vraag naar en het aanbod van elektriciteit in balans gebracht kunnen worden, om de leveringszekerheid te garanderen en stroomuitval te voorkomen. Het is een mogelijke aanvulling op een reguliere elektriciteitsmarkt, wanneer deze tot onvoldoende investeringen leidt in middelen om aan de (piek)vraag naar elektriciteit te voldoen.
Er bestaan verschillende soorten capaciteitsmechanismen, waaronder een capaciteitsmarkt of een strategische reserve. Doorgaans wordt met een capaciteitsmechanisme een vergoeding geboden aan elektriciteitsproducenten voor het gegarandeerd beschikbaar hebben van een bepaalde hoeveelheid opwekkingsvermogen. Deze vergoeding staat los van daadwerkelijk geproduceerde en geleverde elektriciteit. Er kan ook een vergoeding worden geboden aan elektriciteitsverbruikers voor het (tijdelijk) verminderen van de elektriciteitsvraag.
Nederland heeft geen capaciteitsmechanisme (anno 2021). België heeft sinds 2018 een strategische reserve en sinds 2021 een capaciteitsmarkt.

## Probleem van het ontbrekende geld
Een reguliere elektriciteitsmarkt heeft vaak de vorm van een 'energy only'-markt: elektriciteitsproducenten verkrijgen hun inkomsten voornamelijk uit het opwekken en verkopen van elektriciteit. De noodzaak voor een aanvullend capaciteitsmechanisme kan ontstaan wanneer de elektriciteitsmarkt niet leidt tot voldoende system adequacy (er kan niet op ieder moment aan de dan geldende vraag naar elektriciteit voldaan worden). Een belangrijke reden hiervoor is het veronderstelde 'missing-money'-probleem (probleem van het ontbrekende geld). Volgens deze gedachte worden niet alle geleverde diensten, zoals het beschikbaar maken en houden van voldoende opwekkingscapaciteit voor een betrouwbare levering, goed gereflecteerd in de elektriciteitsprijzen die volgen uit de elektriciteitsmarkt. Het gevolg kan zijn dat er onvoldoende wordt geïnvesteerd in voldoende opwekkingscapaciteit, omdat deze investeringen niet kunnen worden terugverdiend op de elektriciteitsmarkt.
Oorspronkelijk werd voor dit probleem verwezen naar de maximum elektriciteitsprijs die op de meeste elektriciteitsmarkten geldt. Deze maximumprijs wordt vaak ingesteld om marktmanipulatie en excessen te voorkomen, in de context van de grote maatschappelijke afhankelijkheid van elektriciteit. De maximumprijs kan er echter voor zorgen dat opwekkingsmiddelen die alleen actief zijn tijdens korte perioden van piekvraag, gedurende deze perioden onvoldoende inkomsten kunnen genereren om de investeringskosten terug te verdienen. Dit kan ertoe leiden dat er tijdens die momenten van piekvraag onvoldoende elektriciteit kan worden opgewekt.
Het probleem kan zich ook manifesteren op elektriciteitsmarkten waar een steeds groter deel van de elektriciteit wordt opgewekt met wind- en zonne-energie. Omdat het aanbod van wind en zon niet regelbaar is en sterk fluctueert, kunnen de momenten waarop er een overvloed aan goedkope wind- en zonne-energie beschikbaar is, afwisselen met perioden van weinig wind en zon of zelfs dunkelflaute. Regelbare elektriciteitscentrales die gebruik maken van een brandstof, kunnen doorgaans minder goed concurreren op de elektriciteitsmarkt met (gesubsidieerde) brandstofloze wind- en zonne-energie, waardoor dit type vermogen op de markt kan afnemen. Echter, als de (piek)vraag samenvalt met een tekort aan wind en zon, kan dit, zonder voldoende regelbaar vermogen om dit op te vangen, problemen opleveren voor de leveringszekerheid.
Behalve de beschikbare hoeveelheid wind en zon kunnen ook kleine onverwachte verschillen in temperatuur een grote invloed hebben. In Frankrijk worden woningen grotendeels elektrisch verwarmd, wat betekent dat een één graad lagere temperatuur al voor een grote stijging in de elektriciteitsvraag kan zorgen. Op deze momenten is voldoende flexibel regelbaar vermogen nodig om aan de plotseling stijgende vraag te voldoen.
Teneinde het voor elektriciteitsproducenten toch interessant te maken capaciteit op afroep beschikbaar te houden of te maken, ondanks dat deze capaciteit gedurende een jaar op de reguliere elektriciteitsmarkt mogelijk onvoldoende oplevert om operationeel te blijven, worden met een capaciteitsmechanisme vergoedingen gegeven voor het paraat hebben van deze capaciteit.

## Soorten capaciteitsmechanismen
Alle capaciteitsmechanismen hebben tot doel om de leveringszekerheid van elektriciteit te waarborgen. Er zijn uiteenlopende manieren waarop capaciteitsmechanismen worden vormgegeven.

### Strategische reserve
Een van de meest basale vormen van capaciteitsmechanismen is een strategische reserve. Doorgaans is een strategische reserve gericht op het behouden van bestaande capaciteit, niet op het aantrekken van nieuwe capaciteit. Bij een strategische reserve wordt een bepaalde hoeveelheid opwekkingscapaciteit buiten de elektriciteitsmarkt gehouden tot het moment dat de markt niet meer aan de vraag naar elektriciteit kan voldoen. De reservecapaciteit bestaat vaak uit oudere elektriciteitscentrales die op de elektriciteitsmarkt niet meer rendabel genoeg zijn. Deze ontvangen een vergoeding om in geval van nood toch nog bij te kunnen springen, maar blijven onder normale omstandigheden uit de markt. Ook kunnen er afspraken gemaakt worden met grootverbruikers van elektriciteit, om hun verbruik in noodsituaties sterk te minderen. De reservecapaciteit wordt geselecteerd op volgorde van laagste kosten.
Een strategische reserve kan tijdelijke capaciteitsproblemen helpen overbruggen, terwijl de beïnvloeding van de elektriciteitsmarkt beperkt wordt gehouden. Omdat het niet leidt tot nieuwe investeringen in capaciteit, is het minder geschikt als structurele oplossing.
In Europa zijn strategische reserves ingesteld (geweest) in onder andere Duitsland, België, Zweden en Finland.

### Capaciteitsmarkt
Een capaciteitsmarkt bestaat naast een elektriciteitsmarkt. De exacte invulling van een capaciteitsmarkt verschilt van land tot land, maar gaat uit van min of meer dezelfde onderliggende principes. Een aantal jaren vooruit wordt de verwachte elektriciteitsvraag tijdens bepaalde momenten van piekvraag (meestal het begin van de avond tijdens de wintermaanden) bepaald, met daarbovenop een zekere marge. Elektriciteitsproducenten kunnen de garantie dat zij tijdens momenten van piekvraag elektriciteit kunnen leveren, aanbieden voor een prijs waarmee zij minimaal de kosten voor het operationeel houden van hun middelen kunnen dekken. Er wordt uiteindelijk capaciteit ingekocht bij de goedkoopste aanbieders, totdat de verwachte vraag wordt gedekt. Tegenover het niet nakomen van de verplichtingen die worden aangegaan, staan forse boetes.
Waar in bijvoorbeeld het Verenigd Koninkrijk en België centrale veilingen bestaan waar de landelijke netbeheerder capaciteit inkoopt, heeft men in Frankrijk een decentraal systeem waar energieleveranciers verplicht zijn zelf voldoende capaciteit bij de producenten in te kopen. Ook varieert per land of de nadruk ligt op het openhouden van bestaande capaciteit of het stimuleren van nieuw vermogen.
Om de reguliere elektriciteitsmarkt niet onnodig te beïnvloeden, kan afgesproken worden (zoals in België) dat achteraf alleen de kosten vergoed worden die niet via de reguliere elektriciteitsmarkt terugverdiend konden worden. Ook kunnen er eisen gesteld worden aan de soorten technologie die in aanmerking komen en de maximale uitstoot van broeikasgassen die per geproduceerde eenheid mag vrijkomen.
Behalve elektriciteitsproducenten kunnen ook partijen die energie opslaan of die de elektriciteitsvraag kunnen verminderen, meedoen aan de capaciteitsmarkt, zoals fabrieken die hun productie tijdelijk kunnen uitstellen. Naast de hoofdaanbesteding bestaan er meestal nog kleinere tussentijdse handelsrondes waarbinnen de beschikbaar te stellen capaciteit kan worden bijgesteld of de verplichtingen tot levering onderling kunnen worden verhandeld. De contracten die worden aangegaan, kunnen in lengte variëren. Voor nieuw te realiseren capaciteit worden vaak langdurige contracten van 15 jaar aangegaan omdat de bouw veel tijd en investeringen vergt, terwijl voor bestaande capaciteit contracten voor één jaar kunnen worden aangegaan.

### Vraagrespons
Behalve zorgen voor voldoende beschikbare opwekkingscapaciteit, kunnen er ook instrumenten worden ingezet om de vraag naar elektriciteit op bepaalde momenten te verminderen. Tegen een vergoeding kunnen industriële of residentiële verbruikers hun verbruik tijdelijk gedeeltelijk of volledig verlagen. Vaak zijn capaciteitsmechanismen die zich richten op het verlagen van de vraag een aanvulling op andere maatregelen die de capaciteit moeten vergroten. Onder andere Frankrijk en Griekenland hebben een vorm van vraagrespons.